# Scheintür
Eine Scheintür ist primär das Abbild einer Tür, das in den Felsen gemeißelt oder auf eine Wand gemalt ist.  Meist sind Scheintüren bunt bemalt und reich verziert. Die Idee der  Scheintür findet sich in vielen Kulturen, wie bei den neolithischen Erbauern von Cotswold Severn tombs, im alten Ägypten, bei den Etruskern (beispielsweise in Viterbo) und in sardischen Felsengräbern (Domus de Janas). Auch urartäische Tempel wie Meher Kapısı haben Scheintüren.

## Megalithbauten
Manche Megalithanlagen des Cotswold-Severn-Typs haben an der Vorderseite der Hügel, dort wo üblicherweise der Zugang zur Kammer lag, Scheintüren (englisch false entrance oder false door), hinter denen sich bei diesen Anlagen keine Grabkammer befindet.
Auf Sardinien finden sich Scheintüren (italienisch false porte) in den Domus-de-Janas-Felsengräbern, beispielsweise in Anghelu Ruju, in Mesu ’e Montes und der chalkolithischen Nekropole von Montessu.

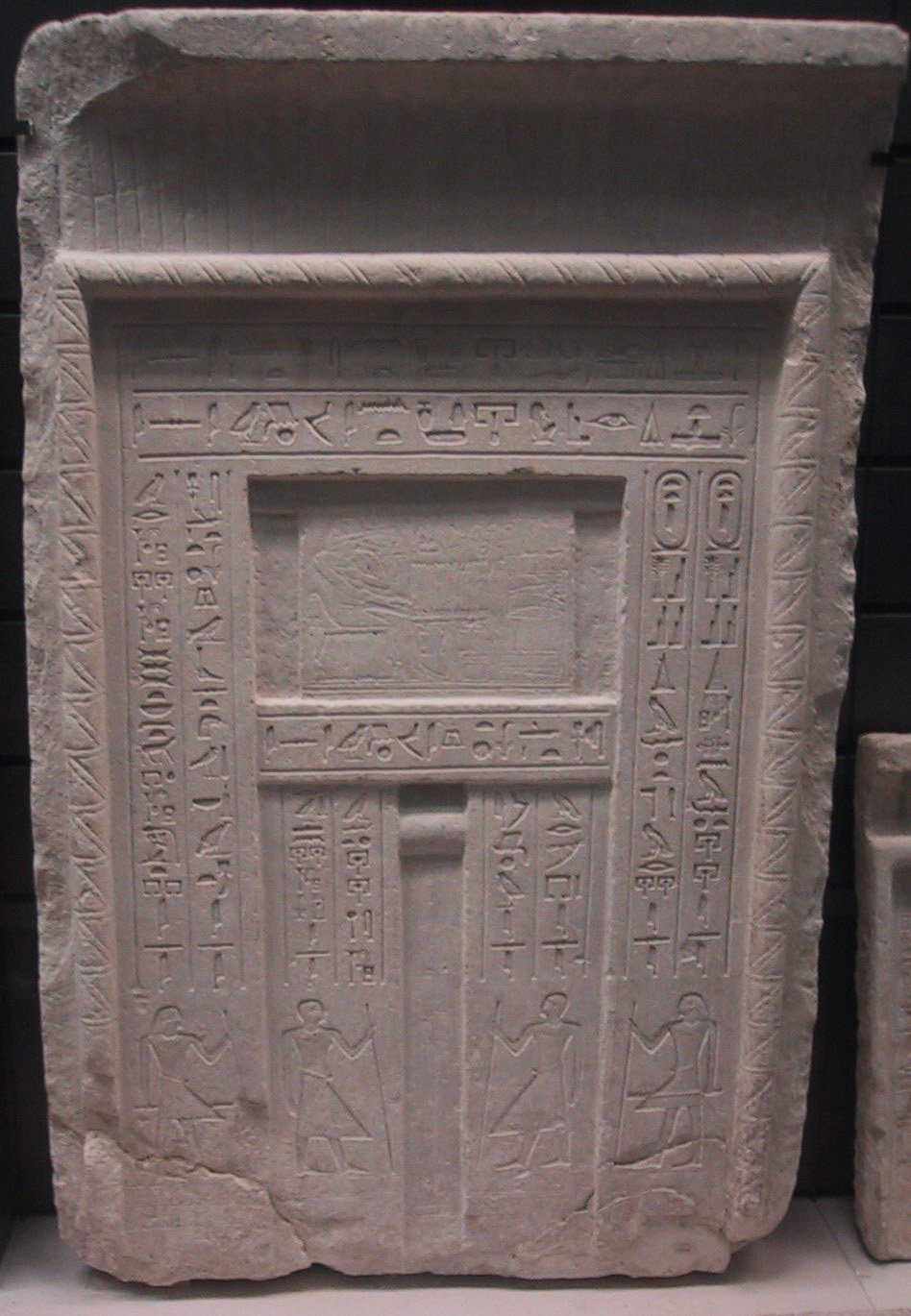
Eine ägyptische Scheintür des Alten Reichs

## Im Alten Ägypten
Die Ägypter glaubten an ein Weiterleben nach dem Tod. In der altägyptischen Mythologie waren die Vorstellungen verankert, dass die Seele des Toten (der Ka) durch die Scheintür in das Diesseits gelangen kann. Im Alten Ägypten sind mehrere Varianten von Scheintüren belegt; so etwa die Mittelstützenscheintüren (aus dem Neuen Reich), Prunkscheintüren oder naturalistische Scheintüren.
Die Scheintür des Anch gehört zur ägyptischen Sammlung des Roemer- und Pelizaeus-Museum Hildesheim.

## Bei den Römern
Auch in der römischen Malerei wurden Scheintüren dargestellt. Aus Pompeji sind einige Beispiele bekannt, wo Fresken an den Wänden Türen imitieren und damit Räume größer erscheinen lassen sollten.

## In der modernen Architektur
Auch in der modernen Architektur hat die Scheintür ihren Platz. Sie dient der Vortäuschung von Türen (oder Fenstern) um innerhalb des Raumes eine Symmetrie zu erreichen. Beispielsweise im Ahnensaal des Schlosses von Rastatt oder der Villa Godi Valmarana, in Veneto.